# 大原站 (廣島縣)
大原站（日语：／ Obara eki */?）是位於廣島縣廣島市安佐南區伴東七丁目，廣島高速交通的廣島新交通1號線（Astram線）車站。車站位於沼田地區的中心。

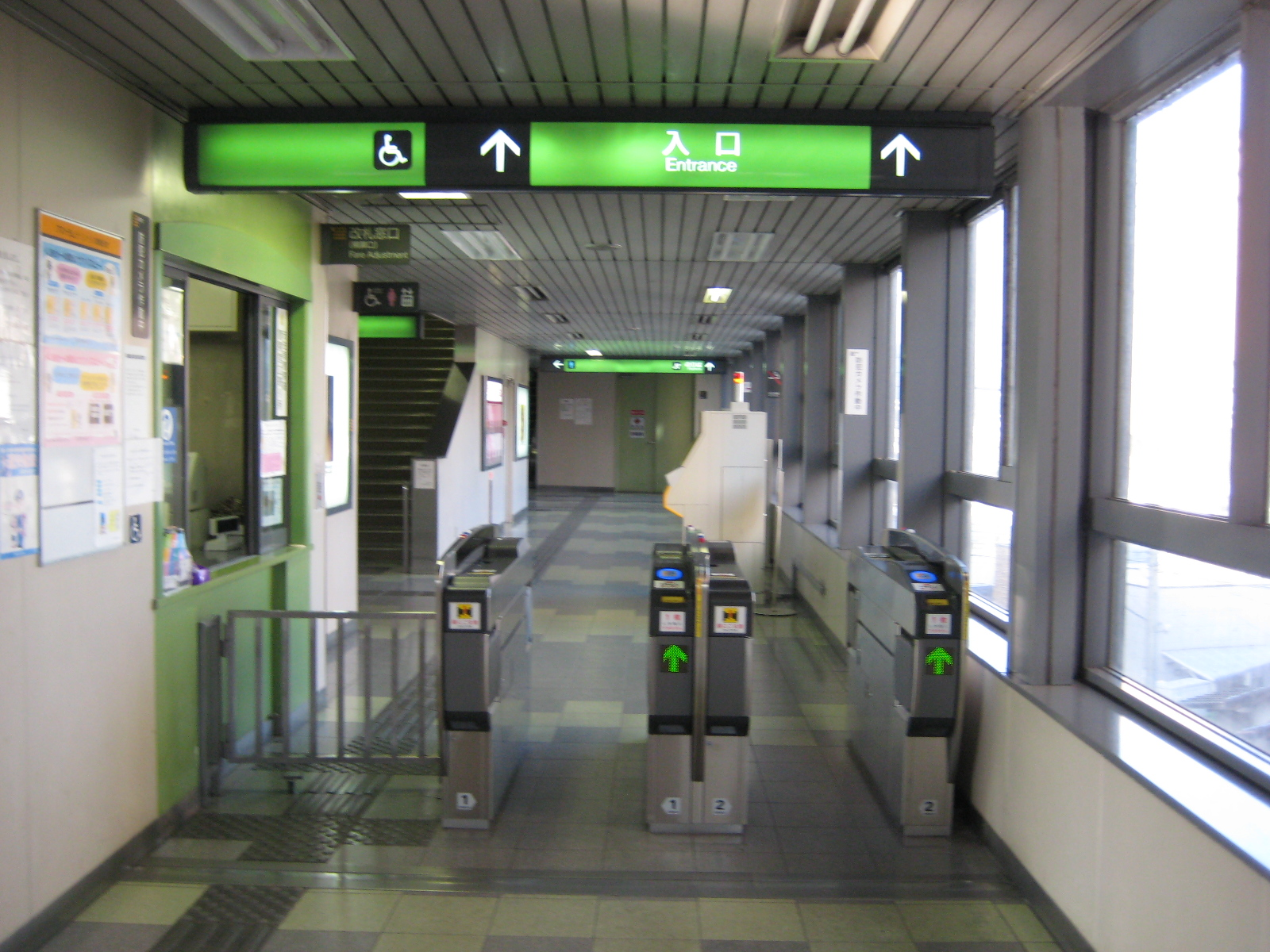
驗票口(2009年8月)

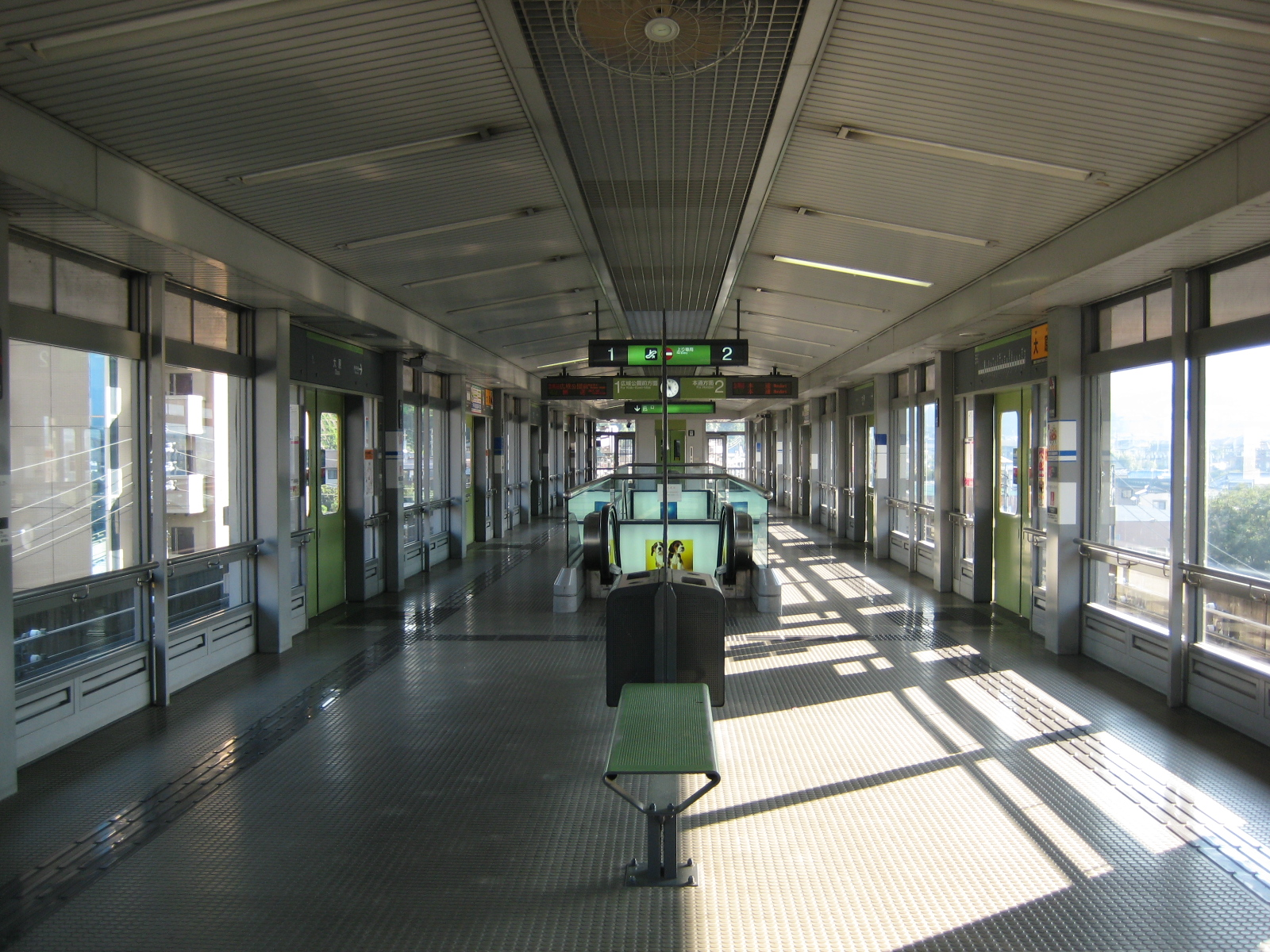
月台(2009年8月)

## 歷史
- 1994年（平成6年）8月20日 - 車站啟用[1]。
- 1999年（平成11年）3月20日 - 在時間表修正後，此站成為急行列車通過站[1]。
- 2003年（平成15年） - 成為業務委託車站[2]。
- 2004年（平成16年）3月20日 - 在時間表修正後，取消急行列車班次，所有列車停靠此站[1]。
- 2009年（平成21年）8月8日 - 此站開始可以使用PASPY[1]。
- 2015年（平成27年） - 站內廣播與月台發車牌翻新至與新白島站同等級。

## 車站構造
本站是架空車站，設有1面2線的島式月台。月台下一層設有售票機和閘機。
車站顏色為■淺綠色。

### 月台
| 月台 | 路線             | 上下行 | 方向           |
| ---- | ---------------- | ------ | -------------- |
| 1    | ■廣島新交通1號線 | 下行   | 廣域公園前方向 |
| 2    | ■廣島新交通1號線 | 上行   | 本通方向       |

## 車站周邊
- 廣電巴士（日语：広電バス）、FORBLE（日语：フォーブル）巴士站
- FRESTA 沼田店
- Wants 沼田伴店
- 和泉 沼田店
- Daiso & 青山 100YEN PLAZA沼田店
- 伴郵便局
- 紅葉銀行沼田分店
- 廣島信用金庫（日语：広島信用金庫）沼田分店
- 沼田合同廳舍（火山館）
  - 廣島市安佐南區公所沼田出張所
  - 沼田公民館
  - 沼田老人憩之家
- 廣島市立伴小學（日语：広島市立伴小学校）
- 廣島市立伴中學（日语：広島市立伴中学校）
- 廣島縣道38號廣島豐平線（日语：広島県道38号広島豊平線）
- 廣島縣道265號伴廣島線（日语：広島県道265号伴広島線）

## 利用状況
以下數據取自《廣島市統計書》。Astram線公開了「1年總乘車人次」和「1年總下車人次」。1日平均乘車人次數據中，是以當年度的總乘車人次除以365（閏年為366），再取自小數點後1位。Astram線所提供的數據以1,000人為單位，因此，平均數中會有誤差。
| 年度               | 1日平均 乘車人次 | 1年總 乘車人次 | 1年總 下車人次 |
| ------------------ | ---------------- | -------------- | -------------- |
| 1995年（平成07年） | 1,450.8          | 531,000        | 523,000        |
| 1996年（平成08年） | 1,641.1          | 599,000        | 584,000        |
| 1997年（平成09年） | 1,652.1          | 603,000        | 585,000        |
| 1998年（平成10年） | 1,611.0          | 588,000        | 571,000        |
| 1999年（平成11年） | 1,674.9          | 613,000        | 595,000        |
| 2000年（平成12年） | 1,720.5          | 628,000        | 610,000        |
| 2001年（平成13年） | 1,668.5          | 609,000        | 590,000        |
| 2002年（平成14年） | 1,337.0          | 488,000        | 474,000        |
| 2003年（平成15年） | 1,256.8          | 460,000        | 447,000        |
| 2004年（平成16年） | 1,238.4          | 452,000        | 442,000        |
| 2005年（平成17年） | 1,254.8          | 458,000        | 450,000        |
| 2006年（平成18年） | 1,238.4          | 452,000        | 448,000        |
| 2007年（平成19年） | 1,286.9          | 471,000        | 461,000        |
| 2008年（平成20年） | 1,290.4          | 471,000        | 467,000        |
| 2009年（平成21年） | 1,268.5          | 463,000        | 460,000        |
| 2010年（平成22年） | 1,241.1          | 453,000        | 449,000        |
| 2011年（平成23年） | 1,259.6          | 461,000        | 459,000        |
| 2012年（平成24年） | 1,293.2          | 472,000        | 472,000        |
| 2013年（平成25年） | 1,339.7          | 489,000        | 485,000        |
| 2014年（平成26年） | 1,375.3          | 502,000        | 502,000        |
| 2015年（平成27年） | 1,439.9          | 527,000        | 529,000        |
| 2016年（平成28年） | 1,479.4          | 540,000        | 537,000        |
| 2017年（平成29年） | 1,487.7          | 543,000        | 541,000        |
| 2018年（平成30年） | 1,479.4          | 540,000        | 533,000        |
| 2019年（令和元年） | 1,456.3          | 533,000        | 526,000        |

## 相鄰車站
廣島高速交通
廣島新交通1號線（Astram線）
伴－大原－伴中央

## 注腳
1. 1 2 3 4 5  曾根悟（監修）. 朝日新聞出版分冊百科編集部（編集） , 编. . 週刊朝日百科. 30号 モノレール・新交通システム・鋼索鉄道. 朝日新聞出版. 2011-10-16: 25 （日语）.
2. ↑   (PDF). 廣島高速交通.   [2017-08-08]. （原始内容存档 (PDF)于2021-06-02） （日语）.

## 外部連結
- Astram線　官方網站 （页面存档备份，存于）（日語）